# Madres paralelas
Pour plus de détails, voir Fiche technique et Distribution.
Madres paralelas est un film espagnol écrit et réalisé par Pedro Almodóvar, sorti en 2021.
Le film fait l'ouverture de la Mostra de Venise 2021.

## Synopsis
Janis (Penélope Cruz) est une photographe, proche de la quarantaine. Son arrière-grand-père Antonio a été fusillé en 1936 par les partisans de Franco, pendant la guerre civile espagnole. Il repose depuis dans une fosse commune, et elle et les familles des autres victimes souhaitent faire exhumer les corps pour leur donner une sépulture digne. Elle demande à son amant Arturo, anthropologue judiciaire, de l'aider et il soumet son dossier à une fondation spécialisée.
Quelques mois plus tard, Janis est heureuse d'annoncer à Arturo qu'elle est enceinte. Arturo est marié et sa femme a un cancer. Il demande à Janis d'avorter. Janis refuse et le quitte. Sur le point d'accoucher, elle rencontre à l'hôpital Ana (Milena Smit), une adolescente qui va elle aussi donner naissance à une fille. Ces quelques jours à la maternité créent un lien entre les deux femmes.
Quelque temps après, Arturo rend visite à Janis pour voir leur fille Cecilia et il n'a pas l'impression d'être le père. Il aimerait faire un test de paternité, mais Janis refuse . Néanmoins, elle finit elle aussi par avoir des doutes et fait un test d'ADN : elle n'est pas la mère biologique de Cecilia.
Quelques mois plus tard, Janis rencontre Ana qui travaille comme serveuse dans un café près de chez elle ; sa fille Anita est morte de la mort subite du nourrisson. En voyant une photo d'Anita, Janis est convaincue que les bébés ont été échangés à la maternité et que Cecilia est la fille d'Ana.
Elle propose à Ana de venir vivre chez elle pour garder Cecilia et collecte un échantillon de salive d'Ana sans lui dire que c'est pour un test de maternité. Le test indique qu'Ana est la mère biologique de Cecilia. Ana et Janis deviennent amantes.
Janis dit la vérité à Ana et celle-ci, en colère, part immédiatement avec Cecilia pour s'installer à nouveau chez sa mère. Par la suite, les deux femmes trouvent un terrain d'entente.
La fondation a accepté le dossier pour l'exhumation et Arturo, Janis, Ana et Cecilia se rendent dans le village d'origine de Janis. Janis est à nouveau enceinte ; si son bébé est une fille, elle l'appellera Ana et si c'est un garçon, elle l’appellera Antonio, comme son arrière-grand-père.

## Fiche technique
Sauf indication contraire, les informations mentionnées dans cette section peuvent être confirmées par la base de données cinématographiques IMDb,  présente dans la section « Liens externes ».
- Titre original et français : Madres paralelas
- Titre québécois : Mères parallèles[2]
- Réalisation et scénario : Pedro Almodóvar
- Photographie : José Luis Alcaine
- Montage : Teresa Font
- Musique : Alberto Iglesias
- Producteurs : Agustín Almodóvar et Esther García
- Société de production : El Deseo
- Pays de production : Espagne
- Format : couleur — 1,85:1
- Genre : drame
- Durée : 120 minutes
- Dates de sortie :
  - Italie : 1er septembre 2021 (Mostra de Venise)
  - Espagne : 8 octobre 2021
  - France : 1er décembre 2021

## Distribution
- Penélope Cruz (VF : Anneliese Fromont) : Janis, photographe
- Milena Smit (VF : Nastassja Girard) : Ana
- Aitana Sánchez-Gijón (VF : Elsa Lepoivre) : Teresa, mère d'Ana, actrice de théâtre
- Israel Elejalde (VF : Yann Guillemot) : Arturo, amant de Janis, anthropologue judiciaire
- Rossy de Palma (VF : Sylvia Bergé) : Elena, meilleure amie et patronne de Janis
- Julieta Serrano (VF : Colette Venhard) : Brígida
- Pedro Casablanc : le père d'Ana
- Adelfa Calvo : la nièce de Brígida
- Daniela Santiago : la mannequin de la séance photos
- José Javier Domínguez : Camarer

## Accueil

### Accueil critique
En France, le site Allociné recense une moyenne des critiques presse de 3,9/5.
Les critiques de presse sont favorables, voire élogieuses. Ainsi, Murielle Joudet, dans Le Monde, salue un film à ne pas manquer où le réalisateur trace un « bouleversant portrait de femme » dans une Espagne confrontée à son passé franquiste. Jérôme Vermelin, sur LCI, souligne la performance de Penélope Cruz dans un drame au « résultat aussi touchant que savoureux ». Sur RTS, si Rafael Wolf regrette « une mise en scène presque austère et une intrigue aux ficelles un peu trop voyantes », Marie-Claude Martin s'enthousiasme pour un cinéma sobre et mélancolique mais toujours passionnant, une « greffe entre le drame historique et la trame romanesque » dans cette histoire de mères imparfaites. Jean-Claude Raspiengeas, dans La Croix, estime qu'Almodovar, dans cette association de secrets intimes de maternité et de douleurs enfouies de la guerre d'Espagne, demeure un « magicien du mélodrame » .

### Box-office
| Pays ou région | Box-office      | Date d'arrêt du box-office | Nombre de semaines |
| -------------- | --------------- | -------------------------- | ------------------ |
| Espagne        | 384 775 entrées | -                          | -                  |
| France         | 615 647 entrées | 8 février 2022             | 10                 |
| Total mondial  | 23 099 858 $    | -                          | -                  |

## Distinctions

### Récompenses
- Mostra de Venise 2021 : Coupe Volpi de la meilleure interprétation féminine pour Penélope Cruz
- Prix Feroz 2022 :
  - Meilleure actrice dans un second rôle pour Aitana Sánchez-Gijón ;
  - Meilleure musique originale pour Alberto Iglesias ;
  - Meilleure affiche pour Javier Jaén.
- Prix Platino 2022[11] :
  - meilleure actrice dans un second rôle pour Aitana Sánchez-Gijón ;
  - meilleure musique ;
  - meilleure direction artistique.

### Nominations
- Golden Globes 2022 : 
  - Meilleur film en langue étrangère
  - Meilleure musique de film pour Alberto Iglesias
- César 2022 : Meilleur film étranger
- Oscars 2022 :
  - Meilleure actrice pour Penélope Cruz
  - Meilleure musique de film pour Alberto Iglesias
- Prix Platino 2022 :
  - meilleur film de fiction ;
  - meilleur réalisateur ;
  - meilleure actrice pour Penélope Cruz ;
  - meilleure actrice dans un second rôle pour Milena Smit.

## Autour du film